# Julian Grey
Julian Grey (Los Angeles, 1 maart 2006) is een Amerikaans acteur. Hij speelde in diverse films en series, waaronder The Matrix Resurrections, Wayward Pines en Fear the Walking Dead.

## Filmografie

### Film
- 2014: Theo & Ruby: A Cat and Hamster Tale, als jongen
- 2019: Revelation, als Chris
- 2020: Downhill, als Finn Stanton
- 2020: The Craft: Legacy, als Abe Harrison
- 2021: The Matrix Resurrections, als Brandon

### Televisie
- 2016: Wayward Pines, als 10-jarige Jason
- 2017: Godless, als William McNue
- 2017: Crash & Burn, als jonge Steve Newman
- 2020: Spirit Riding Free: Riding Academy, als lange jongen (stemrol)
- 2023: Fear the Walking Dead, als Klaus